# 北矢三町
北矢三町（きたやそちょう）は、徳島県徳島市の町名。現行行政地名は北矢三町一丁目から北矢三町四丁目。2009年12月現在の徳島市の調査による人口は4,843人、世帯数は2,084世帯。郵便番号は〒770-0006。

## 地理
徳島市の北部に位置する。加茂地区に属しており、北矢三町四丁目のみ加茂名地区に属している。北は鮎喰川が東流し、東境にJR高徳線が通る。
南境は東西に通る徳島県道30号徳島鴨島線（通称・田宮街道）が通り、鮎喰川右岸堤防上を徳島県道15号徳島吉野線が通る。東から西に一丁目から四丁目と並ぶ。

### 河川
- 鮎喰川

## 歴史
元は矢三町・春日町・北島田町一丁目から三丁目の各一部で、1968年（昭和43年）に現在の町名となった。

## 交通

### バス
徳島バス
- 矢三東
- 科学技術高校前
- 矢三西

### 道路
- 徳島県道1号徳島引田線
- 徳島県道15号徳島吉野線
- 徳島県道30号徳島鴨島線
- 徳島県道41号徳島北灘線

## 施設

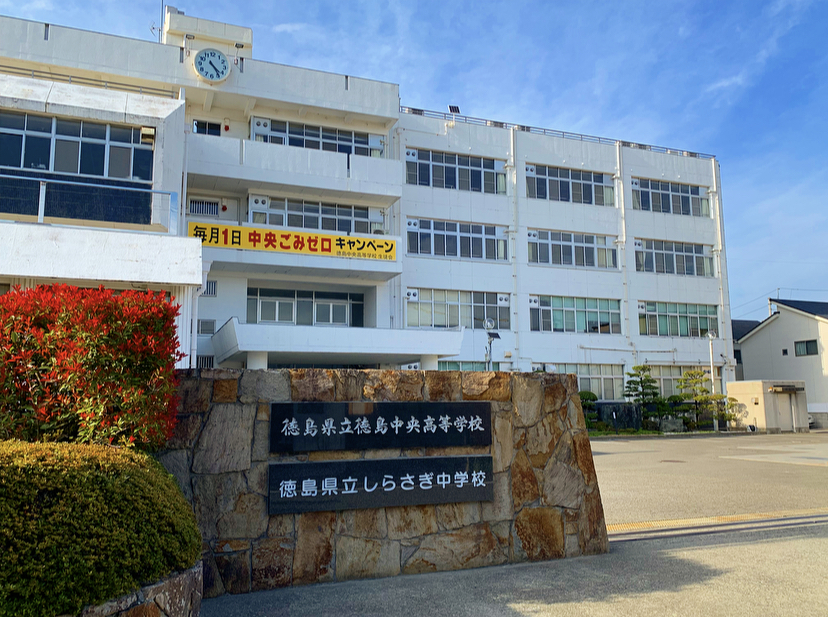
徳島中央高等学校・徳島県立しらさぎ中学校

- 徳島県立徳島科学技術高等学校
- 徳島県立徳島中央高等学校
- 徳島県立しらさぎ中学校
- 徳島県立徳島寮
- 幸福寺

### かつて存在した施設
- 徳島県立徳島工業高等学校